# Mario Cavagnaro
Mario Cavagnaro Llerena (* 16. Februar 1926 in Arequipa; † 29. September 1998 in Lima) war ein peruanischer Cantautor.
Cavagnaro arbeitete als Autor und Moderator für den Rundfunk und das Fernsehen. Er trat als Komponist zunächst mit Boleros hervor. International bekannt wurden Osito de Felpa in der Interpretation des Trios Los Panchos, und La Primera Piedra wurde ein Hit Pepe Mirandas. Später wandte er sich der kreolischen Musik zu und wurde mit Stücken wie Historia de mi Vida, Afane otro estofao, Barranco en el ayer, "Barrio mío, barrio añejo, Cántame ese vals, patita, Canto a Trujillo, Carretas, aquí es el tono, Cuando un criollo se muere, Cutato ¿Por qu, Hoy te quiero más, La noche de tu ausencia, Lima de novia, Lima de octubre, Los días que me quedan, Mala mujer, Todos los peruanos somos el Perú, Yo la quería, patita und Osito de felpa zum bedeutendsten peruanischen Vertreter dieses Genres im 20. Jahrhundert. Viele seiner Kompositionen waren von Figuren der Sendereihe Dibujos Animados de la Radio von Radio El Sol inspiriert. Cavagnaro litt an Diabetes und Herzrhythmusstörungen und starb 1998 an einem Herzstillstand.